# Stele von Altınyayla

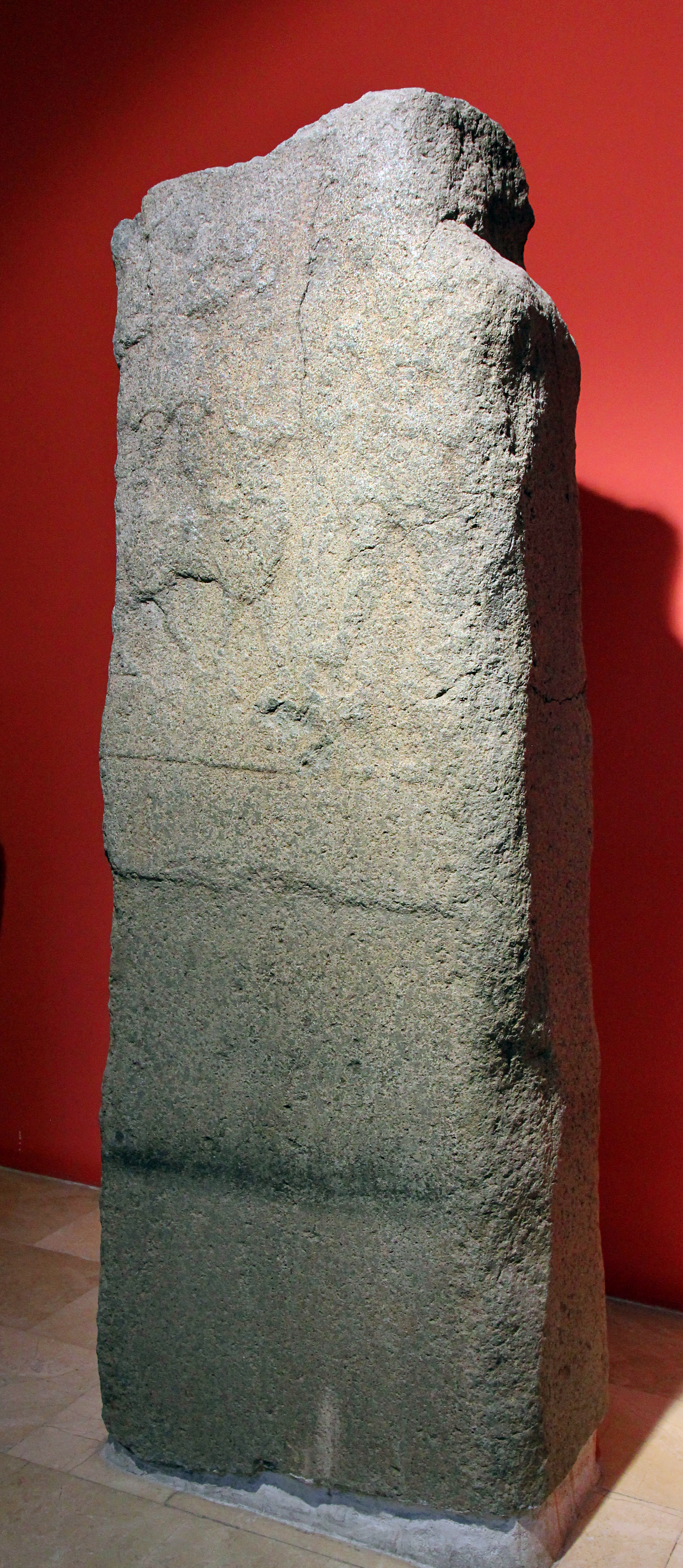
Stele von Altınyayla

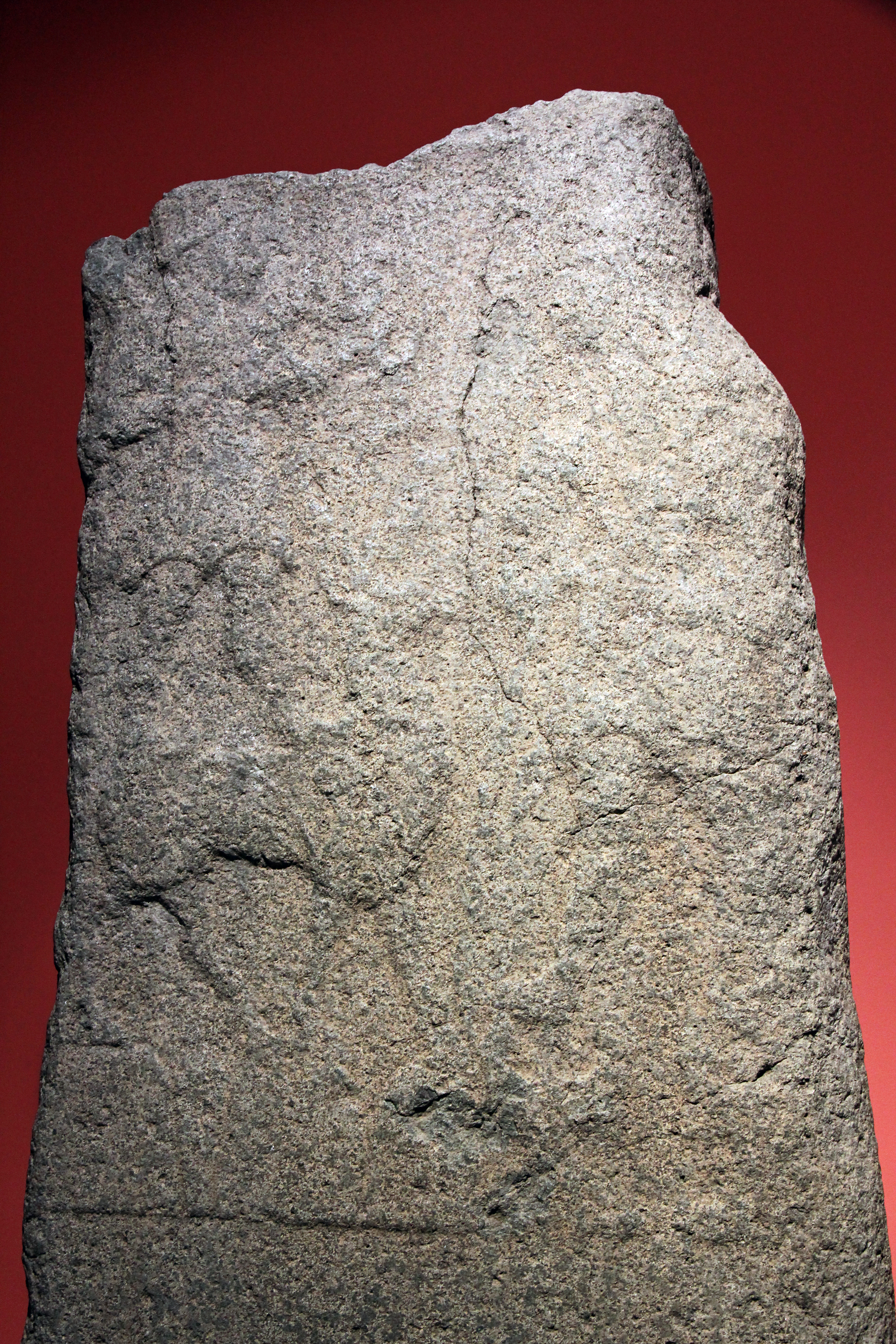
Bildfeld

Die Stele von Altınyayla ist ein Monument aus der Umgebung von Sivas im dortigen Archäologischen Museum. Sie ist eines der wenigen bekannten freistehenden Steinbildwerke aus der Zeit des hethitischen Großreichs.

## Fund
Die Stele wurde vor 2003 auf einem Friedhof im Südosten von Altınyayla in der türkischen Provinz Sivas in Zweitverwendung gefunden. Etwa 16 Kilometer nordöstlich davon liegt die hethitische Stadt Sarissa (Kuşaklı), weshalb angenommen wird, dass das Werk möglicherweise von dort verschleppt wurde. Die erste Beschreibung der Stele verfasste 2003 Andreas Müller-Karpe.

## Beschreibung
Die Stele ist aus hellgrün-grauem Gabbro, der vermutlich im sieben Kilometer westlich gelegenen Dorf Kaleköy gebrochen wurde. Sie hat eine Höhe von 1,86 Metern, eine Breite von 0,68 Metern und eine Tiefe von 38 Zentimetern. Ihr Gewicht wird auf etwa 1,2 Tonnen geschätzt. Da das Stück als Grabstein zweitverwendet wurde und verkippt war, sodass die Bildseite nach oben im Boden lag, war es stark der Witterung ausgesetzt und ist dementsprechend stark verrieben. Die Ränder sind bestoßen, entscheidende Teile scheinen aber nicht zu fehlen. Die Einzelheiten der Darstellung sind nur mit künstlichem Streiflicht zu erkennen. Die gesamte Vorderfläche des Blocks ist geglättet; etwa in halber Höhe verläuft eine horizontale Linie, die die Basis für die Bildfläche von 80 × 60 Zentimetern bildet. Die Abbildung zeigt auf der linken Seite einen nach rechts gewandten Gott, der auf einem ebenfalls nach rechts gewandten Hirsch steht, der selbst wiederum auf stilisiert schuppenartig dargestellten Felsen (Berggöttern) steht. Ihm gegenüber steht eine weitere Person, vermutlich ein Herrscher. Die Körperformen des Tieres sind im Vergleich zu späthethitischen Bildnissen plastischer ausgearbeitet. Die Brust ist nach vorn gewölbt und der Kopf hoch erhoben. Vom Geweih sind keine Einzelheiten zu erkennen. Die linke Gestalt trägt eine Kopfbedeckung, von der der obere Teil abgebrochen ist. Sie kann aber als Spitzmütze ergänzt werden, die die Person als Gott ausweist, auch wenn von Hörnern keine Spuren mehr erkennbar sind. Er ist mit einem Schurz mit breitem Gürtel und Schnabelschuhen bekleidet. Auf der linken Schulter sitzt ein Vogel, über der rechten trägt er einen Bogen. Über dem vorgestreckten linken Arm ist undeutlich ein Hirschgeweih, die luwische Hieroglyphe CERVUS zu sehen, die als Name des Schutzgottes Kurunta gelesen wird. Der gegenüberstehende Mann ist infolge des Abriebs erheblich schlechter zu erkennen. Er steht auf zwei kleinen Mischwesen mit erhobenen Armen. Erkennbar sind beide Beine mit Schnabelschuhen und der Saum eines Schurzes über den Knien. Davor ist eine schräge, leicht gebogene Linie auszumachen, die etwa von der Hüfte der Gestalt bis zum Boden vor die Vorderläufe des Hirsches reicht. Sie kann dahingehend gedeutet werden, dass der vor dem Gott Stehende diesem ein Trankopfer darbringt (libiert). Dazu schüttet er eine Flüssigkeit aus einem Gefäß in eine Mulde oder ein Becken auf dem Boden vor dem Gott. Eine Beischrift ist beim Libierenden nicht vorhanden, was eine Identifizierung nicht möglich macht. Auffällig ist an der Darstellung, dass der opfernde König größer als der Gott abgebildet ist. Dies ist möglicherweise auf die vorgegebene Fläche der Reliefierung und das Prinzip der Isokephalie (Kopfhöhengleichheit) zurückzuführen. In der rechten oberen Ecke weist der Reliefblock eine Ausklinkung auf, deren Funktion unklar ist. Es könnte sich um eine Auflage für einen Balken handeln, was bedeuten würde, dass der Stein eine Türlaibung schmückte.
Das Motiv des auf dem Hirsch stehenden Schutzgottes ist ein fester Bildtyp aus der Großreichszeit und der nachfolgenden Epoche, der auf ältere Vorbilder zurückgeht. Er ist unter anderem von Siegeln aus der Karumzeit aus Kültepe bekannt, ebenso von einer althethitischen Scherbe aus Eskiyapar und von anderen hethitischen Bildwerken und Siegeln. Aus der späthethitischen Zeit sind das Felsrelief am Karasu und die Stele von Hacıbebekli zu erwähnen. Dort sieht man den Kurunta entsprechenden luwischen Schutzgott der Wildflur Runtiya.
Verschiedene Charakteristika der Darstellung, darunter der – im Gegensatz zu den geraden Säumen der späthethitischen Bilder – geschwungene Saum des Rocks, weisen auf eine Entstehung in der Großreichszeit hin. Aufgrund von stilistischen Merkmalen wird das Relief ins 15. bis 14. Jahrhundert v. Chr. datiert.